# The Underdog Project
The Underdog Project is een Duits/Belgische dance-formatie, bestaande uit Vic Krishna (zang), Craig Smart (zang), AJ Duncan (keyboard) en DJ F.R.A.N.K. (dj). De groep is vooral bekend van de hit Summer jam 2003, dat in 2003 lange tijd op nummer 1 stond in zowel Nederland als Vlaanderen.
Summer jam 2003 is een mash-up van de originele versie van The Underdog Project en Fiësta van The Sunclub, al een zomerhit in 1997. De remix stond negen weken op nummer één in de Nederlandse Top 40 en werd daarmee de grootste hit van 2003 in de Top 40. Wat verkoop betreft, deed alleen Jamai's Step right up het beter in 2003.
In Vlaanderen stond de single 21 weken genoteerd, waarvan negen weken op nummer 1. Het was daarmee de best verkochte single van 2003. Later dat jaar volgden nog de kleinere hits Saturday Night (nummer 2 in Vlaanderen) en Winter jam, een 'winterversie' van de Summer jam.
In 2006 bracht The Underdog Project een nieuwe single uit getiteld Remember, een cover van Remember (later Summerlove) van DJ Maurice en DJ Yorit, maar dit nummer flopte.

## Discografie

### Singles
| Single met eventuele hitnotering(en) in de Nederlandse Top 40 | Datum van verschijnen | Datum van binnenkomst | Hoogste positie | Aantal weken | Opmerkingen                                                                     |
| ------------------------------------------------------------- | --------------------- | --------------------- | --------------- | ------------ | ------------------------------------------------------------------------------- |
| Summer jam                                                    | 2000                  | 30-09-2000            | tip             | -            |                                                                                 |
| Summer jam 2003                                               | 2003                  | 07-06-2003            | 1(9wk)          | 19           | met The Sunclub / Alarmschijf / Hit van het jaar 2003 / Dancesmash op Radio 538 |
| Saturday night                                                | 2003                  | 18-10-2003            | 11              | 11           |                                                                                 |
| Winter jam                                                    | 2003                  | 20-12-2003            | 22              | 5            |                                                                                 |
| Remember                                                      | 2006                  | -                     |                 |              |                                                                                 |

| Single met hitnotering(en) in de Vlaamse Ultratop 50 | Datum van verschijnen | Datum van binnenkomst | Hoogste positie | Aantal weken | Opmerkingen                                      |
| ---------------------------------------------------- | --------------------- | --------------------- | --------------- | ------------ | ------------------------------------------------ |
| Summer jam 2003                                      | 2003                  | 07-06-2003            | 1(9wk)          | 21           | vs. The Sunclub / Best verkochte single van 2003 |
| Saturday night                                       | 2003                  | 18-10-2003            | 2               | 16           |                                                  |
| Winter jam                                           | 2003                  | 20-12-2003            | 16              | 8            |                                                  |